# Yvon Robert (homme politique)
Pour les articles homonymes, voir Yvon Robert.
Yvon Robert, né le 10 novembre 1949 à Fort-de-France (Martinique), est un enseignant, haut fonctionnaire et homme politique français.
Membre du Parti socialiste (PS), il est notamment maire de Rouen de 1995 à 2001, puis de 2012 à 2020. Il est aussi conseiller général de la Seine-Maritime entre 2004 et 2011.

## Famille et vie privée
Fils d'un militaire diplômé de l'École militaire de Saint-Cyr, Yvon Robert est l'aîné de trois enfants. Né en Martinique, il passe une partie de son enfance à Paris.
Il est marié et a trois enfants. Il vit à Chartres avec sa famille entre 1973 et 1987, avant de s'installer dans l'agglomération rouennaise.

## Carrière professionnelle

### Études et enseignement
Après l'obtention de son baccalauréat en 1966, il suit des études de lettres classiques à la faculté de Paris. Il en sort licencié en 1970.
Il commence à enseigner les lettres comme maître auxiliaire en 1968, puis comme professeur certifié après l'obtention du CAPES de lettres classiques en 1972.

### Haute fonction publique
En 1978, il quitte l'enseignement pour tenter le concours de l'ENA. Sa réussite lui vaut de faire partie de la promotion Voltaire, où il côtoie notamment François Hollande. Deux ans plus tard, en 1980, il devient chef de bureau à la direction des affaires financières du ministère de l'Éducation nationale.
Après la victoire de François Mitterrand à l'élection présidentielle de 1981, il est nommé conseiller du ministre de l'Éducation nationale, Alain Savary. Dès 1983, il est directeur des personnels enseignants lycées et collèges.
En 1987, il est nommé inspecteur général de l'administration de l'Éducation nationale, jusqu'à la fin de la première cohabitation.
À la suite de la seconde victoire de François Mitterrand, il devient conseiller du Premier ministre Michel Rocard (1988-1989), d'abord chargé des questions d'éducation, puis chargé de la modernisation du service public. Il est l'initiateur et le rédacteur de la circulaire du 23 février 1989 sur le Renouveau du Service Public.
Tout au long de sa carrière, Yvon Robert a gardé une activité d'enseignement. Chargé de cours à l'université du Mans de 1978 à 1980, puis maître de conférences à l'ENA de 1987 à 1989, il est professeur associé en droit public à l'IPAG de Rouen de 1992 à 2008. Il prend sa retraite professionnelle au mois de septembre 2012 pour se consacrer, dit-il, entièrement à son mandat de maire.

## Parcours politique

### Débuts en Seine-Maritime
Bien qu'ayant grandi dans une famille d'inspiration démocrate-chrétienne proche du Mouvement républicain populaire, il milite à la Convention des institutions républicaines de François Mitterrand. Par la suite, il rejoint le Parti socialiste en 1971.
Il est proche du président de l'Assemblée nationale Laurent Fabius (1989-1992), qui lui demande de participer à l'équipe municipale sortante au Grand-Quevilly pour l'élection de 1989, après quoi il devient premier vice-président au SIVOM de l'agglomération de Rouen, chargé en particulier de la mise en œuvre du métro de Rouen.
Membre du cabinet du Premier ministre Pierre Bérégovoy de 1992 à 1993, il retrouve l'inspection générale de l'administration de l'Éducation nationale lors de la deuxième cohabitation.

### Premier mandat à la mairie de Rouen
Aux élections municipales de 1995, il est le candidat socialiste à Rouen et, malgré une triangulaire au second tour, il emporte à la majorité absolue (50,96 %) la mairie sur le dauphin de Jean Lecanuet, François Gautier.
En 1995, il transforme le SIVOM de l'Agglomération de Rouen en District, dont il est premier vice-président, puis le District en communauté d'agglomération fin 1999. En janvier 2000, il devient président de la Communauté d'agglomération de Rouen, à la suite de la démission de Laurent Fabius lorsque ce dernier devient ministre de l'économie et des finances dans le gouvernement de Lionel Jospin.
De 1998 à 2001, il est conseiller sur la politique de la Ville auprès du ministre Claude Bartolone, puis de 2001 à 2004 il retourne au ministère de l'Éducation nationale en tant que chef de l'Inspection générale de l'Administration de l'Éducation Nationale et de la Recherche (IGAENR).
Aux municipales de 2001, il est battu par Pierre Albertini avec un score de 48,75 % au second tour[réf. nécessaire].

### De nouveau maire de Rouen
Après avoir été nommée ministre dans le gouvernement de Jean-Marc Ayrault, Valérie Fourneyron démissionne le 27 juin 2012 et laisse son fauteuil de maire à son premier adjoint Yvon Robert, qui assume l'intérim jusqu'à sa désignation formelle par le conseil municipal le 6 juillet suivant. Seul candidat, le socialiste recueille 40 voix sur 55 contre deux votes nuls et deux votes blancs.
Il est le premier maire rouennais réélu de façon non-consécutive depuis Georges Métayer, sous la IIIe République.
Investi par le PS, il annonce sa candidature à un nouveau mandat de maire le 6 septembre 2013 et prend la tête d'une liste de gauche sans bénéficier du soutien du parti Europe Écologie Les Verts, qui préfère constituer sa propre liste emmenée par Jean-Michel Bérégovoy. La ministre Valérie Fourneyron, qui l'a précédé à la mairie, et le sportif Kader Chékhémani lui apportent leur soutien en figurant sur la liste socialiste,. Plusieurs sondages indiquent l'avance d'Yvon Robert sur les listes concurrentes malgré une situation nationale difficile pour la gauche, au pouvoir depuis 2012. Toutefois, les adversaires du maire sortant dénoncent la gestion financière de la ville par l'équipe socialiste depuis 2008,.

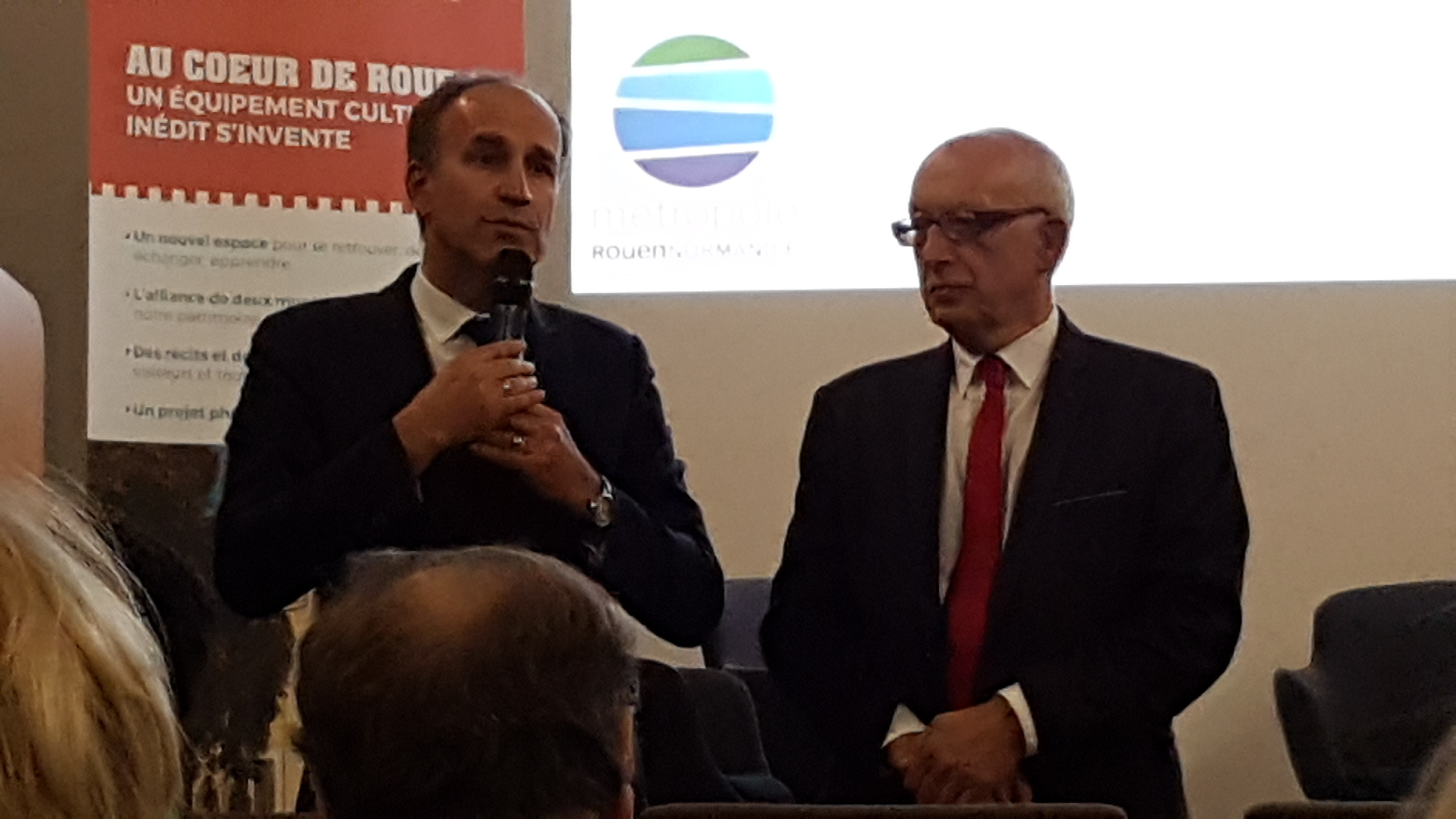
Frédéric Sanchez, président de la Métropole Rouen-Normandie (à gauche), et Yvon Robert, le 5 octobre 2018.

Le 23 mars 2014, la liste socialiste arrive en tête du premier tour des élections municipales avec 30,2 % des voix devant celle de l'UMP dirigée par Jean-François Bures. Les écologistes se rallient aussitôt au maire sortant qui remporte le second tour une semaine plus tard dans le cadre d'une triangulaire, par 46,8 % des suffrages contre la droite et le Front national, qui fait son entrée au conseil municipal de la capitale régionale. Le 4 avril 2014, ce même conseil reconduit Yvon Robert à la fonction de maire de Rouen.
Ses relations réputées conflictuelles avec Frédéric Sanchez, président socialiste de la Métropole Rouen Normandie, sont souvent mentionnées par les médias locaux,,.
Après la mort de treize jeunes personnes dans l'incendie d'un bar rouennais survenu dans la nuit du 6 août 2016, le contrôle de la sécurité des établissements de ce type par la ville est critiqué et le premier édile est mis en cause par des familles de victimes même si celui-ci réfute toute responsabilité politique dans ce drame,.
Après avoir envisagé de concourir à sa propre succession pour les élections municipales de 2020, Yvon Robert renonce à briguer un nouveau mandat municipal. Le socialiste Nicolas Mayer-Rossignol, considéré comme son « dauphin », lui succède en tant que maire de Rouen le 3 juillet 2020.

### Autres mandats
Lors des cantonales de 2004, il bat le conseiller général UMP sortant du canton de Rouen-4, avec 56,6 % des suffrages, et devient premier vice-président du conseil général de la Seine-Maritime, chargé des solidarités. À ces mêmes élections cantonales, Valérie Fourneyron, son ancienne première adjointe à la mairie de Rouen, remporte elle aussi la victoire dans le canton de Rouen-5 face à un adjoint au maire de Rouen UMP. Yvon Robert ne se représente pas aux cantonales de 2011, pour laisser son siège à une femme, Caroline Dutarte, qui est élue et devient à son tour vice-présidente du conseil général de la Seine-Maritime.
Lors des élections législatives de 2007, il est suppléant de Valérie Fourneyron dans la première circonscription de la Seine-Maritime, qui remporte la victoire au second tour avec 55,16 % face à Bruno Devaux (UMP, 44,84 %), adjoint au maire de Rouen.
Aux municipales de 2008 à Rouen, il est 6e de la liste d'union de la gauche conduite par Valérie Fourneyron. Il devient premier adjoint au maire à la victoire de celle-ci, obtenue dès le premier tour avec 55,79 % face à la liste conduite par le maire sortant, Pierre Albertini, qui recueille 38,10 %. Il est chargé de l’urbanisme, de la politique de la ville et du logement.

## Mandats

### Mandats municipaux
- 1989-1995 : conseiller municipal du Grand-Quevilly.
- 1995-2020 : conseiller municipal de Rouen.
- 1995-2001 : maire de Rouen.
- 2008-2012 : premier adjoint au maire de Rouen.
- 2012-2020 : maire de Rouen.

### Mandats intercommunaux
- 2000-2001 : président de la communauté de l'Agglomération rouennaise.
- 2015-2019 : vice-président de la Métropole Rouen Normandie.
- 2019-2020 : président de la Métropole Rouen Normandie.

### Autres mandats
- 2004-2011 : conseiller général de la Seine-Maritime.
- 2004-2011 : premier vice-président du conseil général de la Seine-Maritime.

## Résultats électoraux

### Élections cantonales
| Année | Parti | Parti | Canton  | Premier tour | Premier tour | Premier tour | Second tour | Second tour | Second tour |
| Année | Parti | Parti | Canton  | Voix         | %            | Rang         | Voix        | %           | Issue       |
| ----- | ----- | ----- | ------- | ------------ | ------------ | ------------ | ----------- | ----------- | ----------- |
| 2004  |       | PS    | Rouen-4 | 1 383        | 37,43        | 1er          | 2 164       | 56,60       | Élu         |

### Élections municipales
| Année | Nuance | Nuance | Commune | Position      | Premier tour | Premier tour | Premier tour | Second tour | Second tour | Second tour | Sièges |
| Année | Nuance | Nuance | Commune | Position      | Voix         | %            | Rang         | Voix        | %           | Rang        | Sièges |
| ----- | ------ | ------ | ------- | ------------- | ------------ | ------------ | ------------ | ----------- | ----------- | ----------- | ------ |
| 1995, |        | UG     | Rouen   | Tête de liste | 10 590       | 32,14        | 1er          | 18 113      | 50,96       | 1er         | NC     |
| 2001  | 10 441 | UG     | Rouen   | Tête de liste | 34,84        | 2e           | 15 497       | 48,75       | 2e          | 11 / 55     |        |
| 2014  | 8 766  | UG     | Rouen   | Tête de liste | 30,23        | 1er          | 13 928       | 46,80       | 1er         | 41 / 55     |        |

## Distinctions
- Chevalier de la Légion d'honneur (1999)
- Commandeur de l'ordre des Palmes académiques
- Officier de la Légion d'honneur (2013)[29]